# Schoenoplectus ehrenbergii
Schoenoplectus ehrenbergii är en halvgräsart som först beskrevs av Johann Otto Boeckeler, och fick sitt nu gällande namn av Jiří Soják. Schoenoplectus ehrenbergii ingår i släktet sävsläktet, och familjen halvgräs. Inga underarter finns listade i Catalogue of Life.